# Makala (rappeur)
Pour les articles homonymes, voir Makala.
Jordy Makala, dit Makala, né le 7 mars 1993 à Bienne (Suisse), est un rappeur, compositeur et réalisateur suisse d'origine congolaise.
Il est l'un des principaux représentants du rap en Suisse romande, et plus généralement dans la Suisse entière, en compagnie de ses acolytes du collectif genevois Superwak Clique Di-Meh et Slimka.

## Biographie

### Jeunesse et vie privée
Fils d'immigrés congolais ayant fui la dictature Mobutu vers la Suisse, Jordy Makala naît à Bienne en 1993. Son prénom est une référence à la chanson Dur dur d'être bébé du chanteur Jordy. En 2002, la famille déménage à Genève dans le quartier des Avanchets. Adolescent, il arrête vite les études, peu intéressé par les perspectives de carrière qu'il voit en école de commerce et à l'ECG.

### Débuts musicaux (Freestyles & Trapzik)
En 2006, il se met à écrire ses premiers textes de rap sous le nom d'H2O.  En 2010, il rejoint le label Colors Records, créé un an plus tôt par Thibault Eigenmann et Théo Lacroix. Slimka, Di-meh et Pink Flamingo (ancien nom de Varnish La Piscine) rejoignent le label à la même période.
En parallèle, il fait partie du collectif Trapzik, avec qui il commence à se faire connaître.

### Premiers EP (2012-2015)
En 2012, il participe à son premier concert à l'Usine aux côtés de Colors Records. Le 8 novembre 2013, son premier EP, La Clef, entièrement produit par Pink Flamingo. C'est le début d'une longue collaboration pour eux.
En 2014 puis en 2015, le binôme sort un projet en deux parties : Varaignée et Varaignée, Pt. 2. Ces mixtapes lui permettent de se créer un public, en même temps que ses acolytes du collectif Superwak Clique, fondé avec d'autres artistes de Colors Record. Makala, Di-Meh et Slimka en deviennent rapidement les figures de proue, sous le nom d'XTRM Boyz,. Fin 2015, il sort Varaignée (Version de Luxe), une fusion des deux précédents EPs où figurent deux morceaux inédits.

### Signature et XTRM Boyz (2016-2018)
En décembre 2016, Makala signe un contrat chez le géant de la musique BMG France, qui prévoit une plus grande médiatisation pour l'artiste et la production de deux albums,.
Entre mars et juin 2017, les trois acolytes d'XTRM Boyz sortent leurs premiers EP d'envergure. Le six titres Gun Love Fiction de Makala, toujours produit par Varnish La Piscine, arrive à la 37ème place des charts en Suisse. Deux titres, Mars B et DIM MAK, accompagnent cette sortie et la tournée XTRM Tour 2017 qui accompagne la sortie des trois projets,.
En 2018, il se fait discret et ne sort qu'un seul morceau en solo, Youjizz. Il apparait sur les projets de Slimka et d'Isha, et sort le single Depeche Mode en collaboration avec ses deux collègues genevois du trio XTRM Boyz.

### Premier album (2018-2020)
Le 21 juin 2019, Makala sort Radio Suicide, son premier album. Entièrement produit par Varnish La Piscine, l'album connaîtra un succès d'estime important dans le milieu du rap francophone, qui aidera Makala à se faire une place dans le milieu du rap français avec un style unique et novateur,. Interrogé sur le nom de l'album, il répond : « Radio Suicide, parce que je veux que les gens se tuent à notre musique ». L'album se classera à la 39ème place des charts en Suisse et à la 181ème place en France.
En préambule de l'album, Makala s'associe avec le collectif de cinéastes indépendants Exit Void, pour une série de deux vidéos intitulée Radio Suicide Show. La collaboration fonctionne, et ils continueront à s'associer sur une série de clips tout au long de l'année 2020 pour des singles non issus de l'album,. En début d'année 2020, il apparait sur le moyen-métrage de Varnish La Piscine Les contes du Cockatoo, ainsi que sur l'album issu de sa bande originale, Metronome Pole Dance Twist Amazone.
Outre la musique, Makala lance sur son shop les gilets Brigitte Barbade et Bankable qu'il portait dans le clip de M30.

### Chaos Kiss (2021-)
Le 2 septembre 2021, Makala sort le double clip Al Dente/Belly dans lequel il annonce son nouvel album nommé Chaos Kiss pour 2022. Les clips sont réalisés et écrits par Makala lui-même. Continuant sa promotion, il sort en novembre le premier épisode d'une télé-réalité, puis un second clip, Boss.
Après un court teaser, Chaos Kiss sort le 1er avril 2022, encore une fois produit par Varnish. On retrouve sur le projet Daejmiy et Mairo de la SuperWak Clique, mais aussi Hill-G des X-Men. Une pack contenant un magazine, des audios exclusifs, deux posters ainsi que le CD dédicacé est disponible en 100 exemplaires.
Il défend l'album sur scène au cours du Chaos Kiss Tour, et devient le premier suisse à remplir l'Élysée-Montmartre et l'Olympia à Paris,. À l'occasion d'une conférence de presse précédant son concert à l'Olympia, Makala défie le rappeur français Booba à un duel de rap, proposition à laquelle il ne répondra pas. À la même période, il sort le freestyle Lettre d’un Yonko, sur l'instrumentale du morceau Repose en paix issu du premier album de Booba.

## Discographie

### Singles
- 2015 : OYX3
- 2015 : Capela
- 2017 : Ginger Juice
- 2018 : Depeche Mode (avec Di-Meh & Slimka)
- 2018 : Youjizz
- 2019 : Big Boy Mak
- 2019 : Goatier
- 2019 : Zebulon
- 2020 : Toys R Us
- 2020 : Babino

- 2020 : Blueberry, Pt. 1
- 2020 : M30
- 2020 : Hitman Go
- 2020 : Sergueï Diop
- 2021 : Al Dente
- 2021 : Belly
- 2023 : Ensemble Baby

### Apparitions
- 2017 : Dynastie (feat. Varnish La Piscine, sur la mixtape No Bad, Vol. 2 de Slimka)
- 2017 : Crazy Horses (feat. Roméo Elvis, sur la mixtape No Bad, Vol. 2 de Slimka)
- 2017 : Coupe le son (feat. Caballero, sur l'album Grand cru de Deen Burbigo)
- 2019 : Mortal Kombat (sur l'album Fake Love de Di-Meh)
- 2022 : Problème (feat. Luidji sur le projet Moussa de Prince Waly)

## Distinctions

### Festival de Musique Pop M4music du Pour-Cent Culturel Migros
Ce titre est décerné à Makala et indirectement à Scotty Simper pour leurs travaux sur le clip de Big Boy Mak.
| Année | Travail nommé | Catégorie                 | Résultat |
| ----- | ------------- | ------------------------- | -------- |
| 2020  | Makala        | Meilleur Clip Suisse 2020 | Lauréat  |

### Party Time - REPREZENT AWARDS
Ce titre est décerné au groupe Trapzik, dont Makala faisait partie en 2013, pour leur année productive et leur gain en popularité.
| Année | Travail nommé | Catégorie         | Résultat |
| ----- | ------------- | ----------------- | -------- |
| 2013  | Trapzik       | Groupe de l'année | Lauréat  |